# Орда, Татьяна Григорьевна
Татьяна Григорьевна Орда (род. 16 августа 1938, Горная Рута, Новогрудское воеводство) — советский и белорусский животновод. Герой Социалистического Труда (1966).

## Биография
Татьяна Орда родилась 16 августа 1938 года в польском селе Горная Рута Новогрудского воеводства (сейчас Кореличского района Гродненской области Белоруссии).
Окончила семь классов сельской школы.
После окончания школы помогала матери в дойке колхозных коров.
С 1955 года трудилась в колхозе имени Чапаева полеводом.
В 1959 году перебралась в посёлок Кореличи Гродненской области, где стала работать дояркой в совхозе «Кореличи». С первых дней работы стала добиваться высоких надоев от 14 коров, закреплённых за ней.
В 1961 году впервые выиграла областное соцсоревнование, участвовала в ВДНХ СССР.
В 1965 году добилась удоев от каждой из своих коров по 4600 кг молока в год.
22 марта 1966 года Указом Президиума Верховного Совета СССР за достигнутые успехи в развитии животноводства, увеличении производства и заготовок мяса, молока, яиц, шерсти и другой продукции удостоена звания Героя Социалистического Труда с вручением ордена Ленина и золотой медали «Серп и Молот».
В дальнейшем добилась надоев до 5000 кг в год от каждой из 50 закреплённых за ней коров.
В 1979—1992 годах была бригадиром фермы молодняка крупного рогатого скота племзавода «Кореличи».
В 1977 году заочно окончила Волковысский зооветеринарный техникум.
Была делегатом XXIV съезда КПСС в 1971 году, XXX съезда Коммунистической партии Белоруссии, депутатом Кореличского районного совета.
Награждена медалями, в том числе бронзовой медалью ВДНХ СССР (1961), Почётной грамотой ЦК ВЛКСМ.